# Elliptikus kráter
Az elliptikus kráter egy ferdeszögű becsapódás által létrehozott felszíni forma egy égitest szilárd felszínén. Ilyen keletkezik, ha a becsapódás szöge kisebb mint 6°, és sebessége nagyobb mint 4 km/s. Nagyobb becsapódási szög esetén egyszerű kráter jön létre.